# Aerco FD-ZX
Aerco FD-ZX je disketový řadič pro počítače Sinclair ZX81 a Timex Sinclair 1000 vyvinutý společností Aerco. K řadiči je možné připojit až čtyři disketové mechaniky.
Pro počítače Timex Sinclair 2068 vyráběla společnost Aerco disketový řadič FD-68.

## Popis řadiče
DOS nepoužívá názvy souborů, ani automaticky neudržuje adresář. Soubory se ukládají do tzv. stránek pomocí jejichž čísel jsou ukládány na disketu nebo načítačí do paměti počítače. Na uživateli je, aby aktualizoval seznam programů ve stránce 1. Existují dvě verze DOSu, 16K a 64K. Verze 16K dělí disk na 20 16KiB stránek, verze 64K dělí disk na šest 60KiB stránek. Soubory je možné na disk ukládat buď v režimu PROGRAM nebo v režimu DATA.

### Ovládání řadiče
Disketový řadič se ovládá pomocí individuálních funkcí spouštěných příkazy RAND USR nebo pomocí menu. Menu lze spustit příkazem RAND USR 13303. Příkaz inicializuje DOS a načte z disku A stránku 1. Ta zobrazí menu s možnostmi COPY DISK, DISK UTILITIES, ENTER NAMES IN DIRECTORY, FORMAT DISK IN DRIVE A, HEX MONITOR, LOAD MEMORY FROM DISK, QUIT a SAVE MEMORY ON DISK. Pro kopírování disket jsou nutné dvě disketové mechaniky.
Příkazy pro ovládání řadiče:
- RAND USR 12865 - inicializace řadiče,
- RAND USR (12720 + číslo stránky) - uložení souboru na disketu,
- RAND USR (12290 + číslo stránky) - načtení souboru do paměti počítače.

Po uložení souboru musí být pomocí nabídky ENTER NAMES IN DIRECTORY nastaven název souboru pro právě uloženou stránku.

#### BBDOS
Pro jednodušší ovládání řadiče vznikl BBDOS. DOS je nutné pouze inicializovat pomocí příkazu RAND USR adresa a následně je možné k souborům přistupovat pomocí jejich názvů nebo pomocí názvů funkcí z adresáře DOSu. Umožňuje také jednoduše přepínat mezi režimem 16K a 64K. Kopírování disket je možné pouze za použití jediné mechaniky. Po spuštění počítače je možné automaticky spouštět vybraný program. DOS umožňuje jednoduše spouštět 45 funkcí.
BBDOS umožňuje pracovat s jednou nebo dvěma mechanikami, jak jednostrannými tak oboustrannými.
BBDOS je v adresním prostoru připojen od 2000 do 2FFF (šestnáctkově).

## Technické informace
- formát diskety: velikost sektoru 512 bajtů, 10 sektorů na stopu,[2]
- ROM: 2 KiB,[2] připojovaná do adresního prostoru od 12288 do 14336 (šestnáctkově od 3000 do 3800),[3] použitá EPROM 2716[1]
- disketový řadič: 1797-02,[1] připojený do paměťového prostoru[2]

Počet možných souborů (stránek) na disketě:
- 35stopá mechanika - 8 na jednostranné diskety, 16 na oboustranné diskety,
- 40stopá mechanika - 10 na jednostranné diskety, 20 na oboustranné diskety.

Buffer pro ukládání dat na disk může v případě disket s dvojitou hustotou zasáhnout do oblasti proměnných.